# Palheiro do Mar
O Palheiro do Mar é um ilhéu a noroeste da Selvagem Grande, nas Ilhas Selvagens, Região Autónoma da Madeira, Portugal.